# NGC 5494
NGC 5494 ist eine Spiralgalaxie mit ausgeprägten Emissionslinien vom Hubble-Typ Sc im Sternbild Zentaur und etwa 111 Millionen Lichtjahre von der Milchstraße entfernt.
Sie wurde am 30. März 1835 von John Herschel mit einem 18-Zoll-Spiegelteleskop entdeckt.